# Adolf al IX-lea de Berg
Adolf al IX-lea (n. cca. 1280 – d. 3 aprilie 1348) a fost conte de Berg de la 1308 până la moarte.
Adolf a fost fiul cel mare al lui Henric de Berg cu Agnes de Mark.
În 1308, Adolf a succedat în poziția de conte de Berg după moartea unchiului său, Wilhelm I, care nu avea urmași. Adolf a fost un susținător important și loial al lui Ludovic al IV-lea, duce de Bavaria Superioară, ajutându-l din 1314 în războiul pentru succesiunea Germaniei. Ca rezultat al căsătoriei lui Adolf din 1312 cu Agnes de Cleves, el a dobândit taxele vamale renane de la Duisberg ca zestre, iar acestea au fost confirmate ca fief imperial de către Ludovic, devenit împărat, în 1314. El a continuat neîncetatele dispute dintre casa de Berg și arhiepiscopii de Köln. În 1327/1328, el s-a alăturat lui Ludovic de Bavaria în călătoria acestuia la Roma, în vederea încoronării imperiale. Adolf a primit privilegiul de a bate monede de argint, ceea ce el deja efectua la Wipperfürth. În 1337 Adolf s-a raliat alianței anglo-germane care a cauzat începerea Războiului de 100 de ani.
În 1312, Adolf s-a căsătorit cu Agnes de Cleves (n. cca. 1295 – d. după 1361), fiică a contelui Teodoric al VII-lea de Cleves de Cleves cu Margareta de Habsburg-Kiburg. El a murit la 3 aprilie 1348, fără a avea copii, drept pentru care a fost succedat în comitatul de Berg de către unica sa nepotată care i-a supraviețuit, Margareta de Ravensberg prin dreptul mamei acesteia, și de către soțul acesteia, Gerard al VI-lea de Jülich, fiul contelui Willem al V-lea de Jülich.
Astfel, comitatele de Berg și de Ravensburg au trecut în 1348 sub casa de Jülich.